# Bernardo de Tremelay
Bernardo de Tremelay (em francês: Bernard de Tremelay; Dramelay, 1100 - Ascalão, 16 de agosto de 1153) foi o 4º Grão-Mestre dos Cavaleiros Templários de 1151 a 1153, tendo morrido em combate. Foi sucedido por André de Montbard e precedido por Everaldo de Barres.

## Entrada para a Ordem
Bernard de Tremelay originario do condado da Burgúndia, filho de Humberto, senhor de Tremelay.
A decisão de Everaldo de Barres retirar-se para a Abadia de Claraval pegou de surpresa a Ordem. Depois de meses de negociações o Capítulo Geral decidiu eleger Bernard de Tremelay como seu novo mestre. Na ocasião ele era preceptor do Templo-lès-Dole em Jura, uma importante preceptoria.

## No Oriente
No momento em que chegou à Terra Santa, Bernard de Tremelay foi recebido pelo rei Balduíno III que lhe deu o comando e posse da cidade fortificada de Gaza, que na época estava em ruínas. De Tremelay reconstruiu as muralhas da cidade e construiu novas torres e trincheiras para garantir a segurança da cidade. Ele também reforçou o sistema de defesa costeira, fortalecendo as cidades de Jafa, Arsus, La Roche Taillé e Le Daron. Estas cidades foram indispensáveis para a sobrivivência do Reino Latino do Oriente.
Balduíno III decidiu tirar vantagem de várias vitórias militares sobre o exercito de Noradine e das disputas internas entre alguns dignitários muçulmanos. Balduíno reuniu suas tropas e partiu para a cidade fortificada de Ascalão, sitiando-a.

### Cerco de Ascalão
Em janeiro de 1153, os francos sitiaram a cidade de Ascalão mas fracassaram ao entrar. Na área ocupada pelos templários, uma torre de ataque foi posta próxima às muralhas da cidade, causando morte e terror aos defensores. Durante a noite de 15 de agosto os defensores da cidade tentaram atear fogo à torre por uma fogueira em sua base. Infelizmente para os defensores, o vento virou contra as muralhas da cidade. As muralhas foram então destruídas pelas bombas e constantes ataques. Uma grande parte da muralha caiu, rompendo suas defesas. Imediatamente, Bernard de Tremelay e quarenta cavaleiros avançaram através desta abertura e entrou na cidade. Ao mesmo tempo que impediu outros ataques. Os guardas turcos, inicialmente com medo dos cristãos entrarem em sua cidade, reagruparam e mataram ou capitularam todos os templários, incluindo o grão-mestre, Bernard de Tremelay. Na noite seguinte, os corpos dos quarenta cavaleiros decapitados foram pendurados de ponta-a-cabeça nas muralhas da cidade. Esta visão aterradora do massacre provocou a ira dos cristãos. A cidade caiu três dias depois.
O primeiro cerco viu a primeira morte de um mestre do templo em combate. Como consequência, uma discussão foi criada sobre os ações dos templários.
Segundo a maioria dos textos, parece que a segunda versão é mais lógica, mas talvez a história vai se lembrará da interpretação do grande cronista Guilherme de Tiro, um homem com um desagrado particular dos Templários.

## Fonte
- «Bernard de Tremelay(10??-1153)». www.templiers.org (em inglês). Projet Braucéant. Consultado em 25 de agosto de 2011